# Czaszówka stożkowata

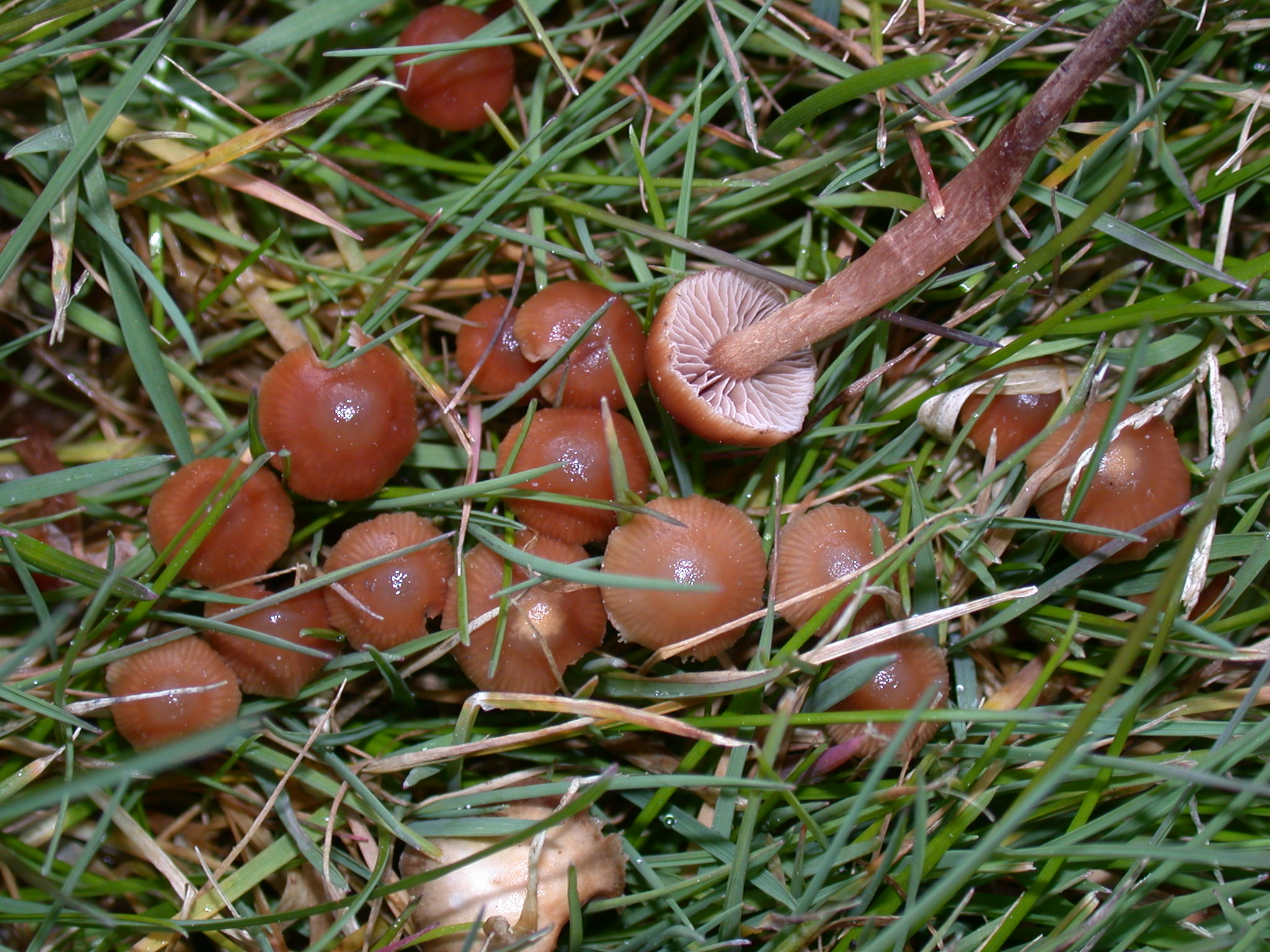

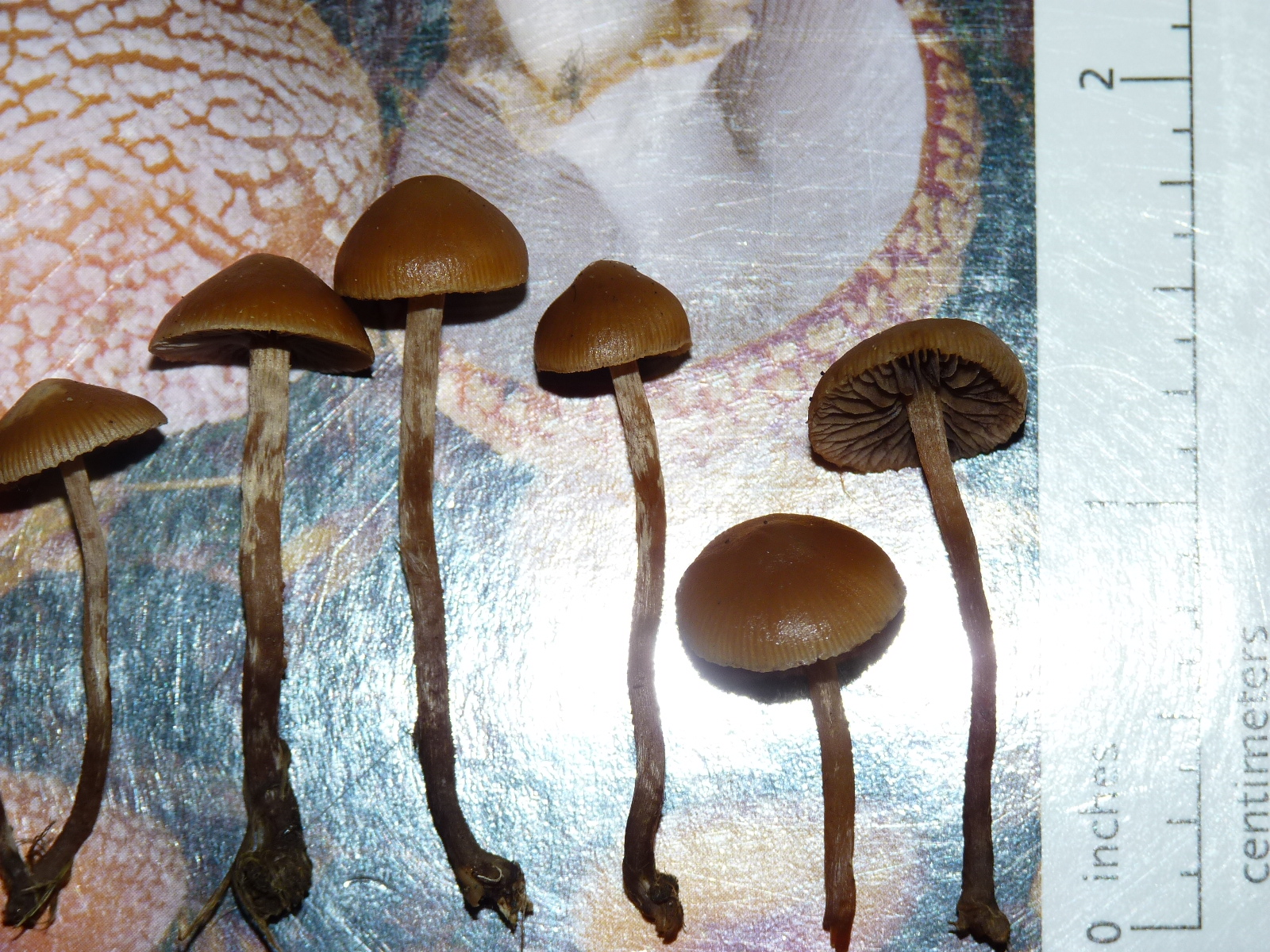

Czaszówka stożkowata (Deconica inquilina (Fr.) Romagn. – gatunek grzybów należący do rodziny pierścieniakowatych (Strophariaceae).

## Systematyka i nazewnictwo
Pozycja w klasyfikacji według Index Fungorum: Deconica, Strophariaceae, Agaricales, Agaricomycetidae, Agaricomycetes, Agaricomycotina, Basidiomycota, Fungi.
Po raz pierwszy takson ten zdiagnozował w 1818 r. Elias Fries, nadając mu nazwę Agaricus inquilunus. Obecną, uznaną przez Index Fungorum nazwę nadał mu Henri Charles Louis Romagnesi w 1937 r.
Synonimy:
- Agaricus inquilinus Fr. 1818
- Agaricus inquilinus var. phacidius Fr. 1818
- Agaricus inquilinus var. squarrosulus Fr. 1828
- Deconica muscorum P.D. Orton 1960
- Geophila inquilina (Fr.) Kühner & Romagn. 1953
- Hylophila inquilina (Fr.) Quél. 1886
- Naucoria inquilina (Fr.) P. Kumm. 1871
- Psilocybe inquilina (Fr.) Bres. 1931
- Psilocybe muscorum (P.D. Orton) M.M. Moser, 1967
- Tubaria inquilina (Fr.) Gillet 1876)

Nazwę polską zaproponował Władysław Wojewoda w 2003 r. dla synonimu Psilocybe inquilina. Po przeniesieniu do rodzaju Deconica nazwa polska stała się niespójna z nazwą naukową. W 2025 r. Komisja ds. Polskiego Nazewnictwa Grzybów Polskiego Towarzystwa Mykologicznego zarekomendowała nazwę czaszówka stożkowata.

## Morfologia
Kapelusz
Średnica 0,5–2 cm, początkowo półkulisty, potem wypukły, na koniec płaskołukowaty, czasami z niewielkim garbkiem. Powierzchnia o barwie od czerwonawo brązowej przez ceglasto brązową do jasnożółto lub żółtawo brązowej. Jest higrofaniczny; w stanie wilgotnym jego powierzchnia blaknie do barwy słomkowej. W stanie wilgotnym kapelusz jest żłobkowany prawie na całej powierzchni, w stanie suchym tylko na brzegu. Pokryty jest żelatynowatą, łatwo ściągalną i błoniastą skórką, czasami z kłaczkowatymi, białawymi resztkami osłony.
Blaszki
Przyrośnięte lub nieco zbiegające, czerwonawo-brązowe do purpurowo brązowych. Ostrza tej samej barwy.
Trzon
Wysokość 2–4 cm, grubość 1,5–2 mm, cylindryczny, równo gruby, często wygięty. Powierzchnia o barwie od białawej do czerwonawo brązowej, pokryta równoległymi brązowymi włókienkami, ponadto z resztkami szybko zanikającej zasnówki. Przy podstawie często występuje biała grzybnia.
Cechy mikroskopowe
Zarodniki: W wysypie purpurowo brązowe, 7–8,8 (–10) × 4,5–6,6 µm, romboidalne do elipsoidalnych z przodu, elipsoidalne z boku. Podstawki: 4–zarodnikowe. Pleurocystyd brak. Cheilocystydy butelkowate do półbutelkowatych (15–) 18–38 × 5–8 µm, z długą szyjką o szerokości 2,5–3,8 µm.
Gatunki podobne
Cechą charakterystyczną łysiczki stożkowatej jest to, że trudno ją wyrwać bez przełamania trzonu lub wyrwania wraz z okazem kępek trawy.Ta cecha w połączeniu z innymi; zbiegające blaszki, wypukły kapelusz i mocno przeźroczyście żłobione brzegi, wyróżnia ten gatunek makroskopowo wśród innych łysiczek.

## Występowanie
Znane jest jej występowanie w Ameryce Północnej i Europie, podano także jedno stanowisko w Argentynie. Władysław Wojewoda w 2003 r. podał w Polsce liczne stanowiska z uwagą, że rozprzestrzenienie i stopień zagrożenia nie są znane.
Grzyb saprotroficzny. Występuje w różnego typu lasach i zaroślach, na polach i w sadach, wśród opadłych liści i traw na resztkach drzewnych. Owocniki zazwyczaj od maja do października.